# Badminton bei den Canada Games 2015
Bei den Canada Games 2015 in Prince George wurden vom 23. bis zum 28. Februar 2015 fünf Einzel- und ein Teamwettbewerb im Badminton ausgetragen. Das Einzelturnier fand an den ersten drei Tagen statt, der Mannschaftswettbewerb an den verbleibenden drei Tagen.

## Sieger und Platzierte
| Disziplin    | Gold                                           | Silber                                | Bronze                              |
| ------------ | ---------------------------------------------- | ------------------------------------- | ----------------------------------- |
| Herreneinzel | Jason Ho-Shue                                  | Andrew D’Souza                        | James Ho                            |
| Dameneinzel  | Rachel Honderich                               | Brittney Tam                          | Kyleigh O’Donoghue                  |
| Herrendoppel | Nyl Yakura Joshua Hurlburt-Yu                  | Andy Ko Nathan Osborne                | Joshua Liu Duncan Yao               |
| Damendoppel  | Anne-Julie Beaulieu Nadianie Ouaqouaq-Bergeron | Vicky Girard-Simmons Alexandra Mocanu | Kyleigh O’Donoghue Takeisha Wang    |
| Mixed        | Nyl Yakura Brittney Tam                        | Joshua Hurlburt-Yu Vivian Kwok        | Ty Alexander Lindeman Takeisha Wang |
| Team         | Ontario                                        | Alberta                               | Québec                              |

## Medaillenspiegel
| Platz | Land             | Gold | Silber | Bronze | Gesamt |
| ----- | ---------------- | ---- | ------ | ------ | ------ |
| 1     | Ontario          | 5    | 3      | 0      | 8      |
| 2     | Québec           | 1    | 1      | 1      | 3      |
| 3     | Alberta          | 0    | 2      | 2      | 4      |
| 4     | British Columbia | 0    | 0      | 3      | 3      |
|       | Total            | 6    | 6      | 6      | 18     |